# Concept 1 96:CD
Concept 1 96:CD est un album CD de Richie Hawtin sorti en 1998 sur son label Minus. 

## Historique

### Contexte
Cet ensemble (les maxis puis l'album les compilant) représente les premières sorties de Richie Hawtin sur disque depuis l'interdiction de territoire dont il est frappé en 1995 par les États-Unis.

## Caractéristiques
Il s'agit d’une compilation de titres issus d'une série de maxis numérotés de 01 à 12 et intitulés sous la forme Concept 1 - 96:xx, où « xx » est le numéro de sortie. Ces maxis sont tous sortis en 1996, au rythme d’un par mois.

## Liste des morceaux
| No | Titre | Durée |
| -- | ----- | ----- |